# Битва на горе Чегар
Битва на горе Чегар (серб. Битка на Чегру, тур. Çegar Muharebesi) — одно из наиболее известных и важных сражений Первого сербского восстания, произошедшее 31 мая 1809 года на горе Чегар у села Каменица близ Ниша. Сербское войско двигалось в направлении Ниша, но близ города отказалось от его штурма и заняло позиции на горе Чегар. В последовавшем вслед за этим ожесточенном бою с турецкой армией передовой сербский отряд под командованием Стефана Синджелича понес тяжелые потери. В конце сражения Синджелич, чтобы не попасть живым в плен, выстрелил в пороховой погреб. Черепа погибших сербов были замурованы в стенах башни, известной как Челе-Кула. На самой горе Чегар позднее был воздвигнут памятник Синджеличу и его павшим воинам.

## Предыстория
Карагеоргий и другие лидеры Первого сербского восстания считали необходимым овладеть Нишем, бывшим важным экономическим центром, обладавшим также мощными укреплениями. Сербов в этих намерениях поддерживала русская дипломатия. В частности, Константин Родофиникин в своих сообщениях в Санкт-Петербург неоднократно подчеркивал, что Ниш должен быть под сербским контролем. Сами сербы во время переговоров с турецкими властями и Наполеоном также заявляли о стремлении включить город в состав территорий под своим контролем.
Весной 1809 года восставшие решили начать масштабное наступление на те сербские земли, которые ещё оставались под контролем османских войск. Возобновившиеся боевые действия между Российской империй и турками позволяли рассчитывать на более слабый отпор со стороны османов. Приготовления к наступлению начались уже в 1808 году, когда до Карагеоргия дошли первые слухи о возможном прекращении перемирия. Он предпринял ряд шагов по организации регулярной армии, была налажена работа нескольких артиллерийских мастерских, по всей территории Сербии, подконтрольной восставшим, шло строительство укреплений.
Параллельно с этим продолжались переговоры восставших сербов с представителями султана. Их инициаторами стали турецкие дипломаты, которые после поражений при Мишаре и при Делиграде установили контакты с Правительственным советом в Белграде. Сербскую сторону на переговорах представлял известный купец Петар Ичко. Между тем, 12 марта 1809 года возобновилась война между Российской и Османской империями. Сразу после этого из России восставшим сербам были прислана помощь: 1000 ружей и 30 000 пуль. Узнав о продолжении войны, Карагеоргий писал командующему русской Молдавской армией князю Прозоровскому:
Из письма Вашего я узнал, что Порта Оттоманская объявила России войну. Это объявление Порты мы принимаем как милость Божию, так как сможем лучше доказать любовь нашу и приверженность к единоверной и единонародной нам России
В ответ Прозоровский предложил Карагеоргию сосредоточить усилия на освобождении Сербии.
На военном совете повстанцев Карагеоргий предлагал задействовать все силы для боев близ Ниша. По его плану, армия должна была занять удобные позиции на юге страны и, опираясь на них, навязать туркам бой на выгодных для себя условиях. После этого около 54 000 солдат должны были взять штурмом Ниш. Однако совет одобрил план Младена Миловановича, который предполагал разделение войск на четыре части для операций в Боснии, в Санджаке, вдоль Дуная и в направлении Ниша. При этом план не был согласован с русским военным командованием, но исходил из быстрого и решительного наступления Молдавской армии Прозоровского.

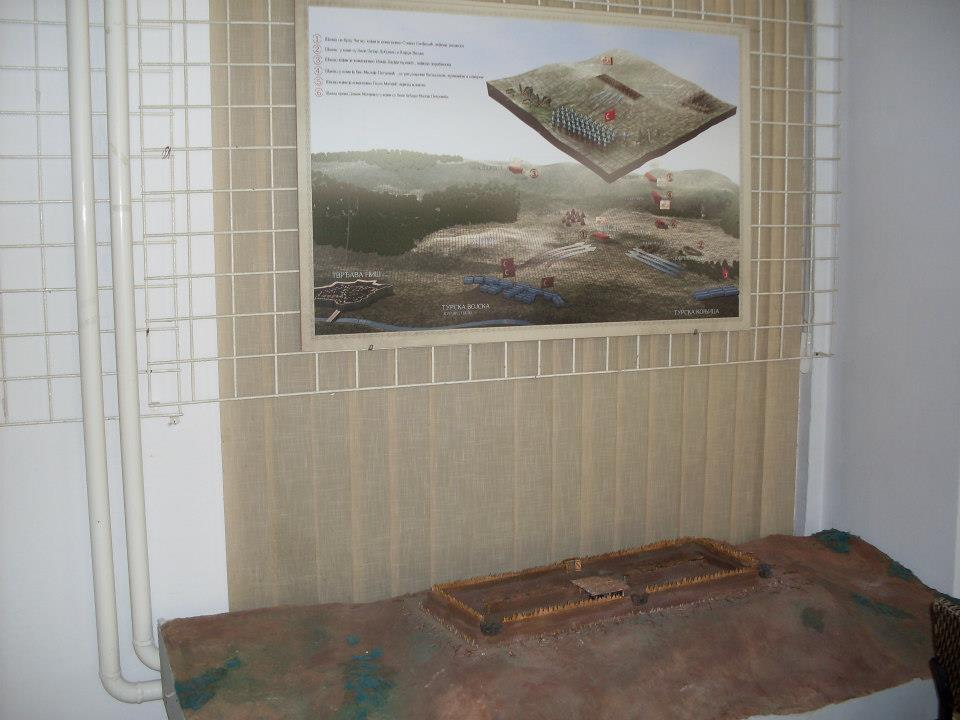
Макет шанца на Чегаре

В направлении Ниша двинулось около 16 000 сербов под руководством нескольких командиров: Милойе Петровича, Пауля Матейича, Илии Баряктаревича, Стефана Синджелича, Петара Теодоровича Добрняца, Гайдука Велько Петровича. К Нишу войско шло старой дорогой через Делиград, Мозгов, Суботинец, Круплье, Лесковик и Бренице. Кроме пехоты в войске было 2000 конницы и 11 орудий. 15 апреля сербы выдвинулись из Делиграда и только 21 апреля были близ Ниша.
Турецкий гарнизон в Нише был слабым и насчитывал не более 3000 человек, в то время как общая численность османских войск на юге страны достигала 15 000. С приближением сербов жившие в городе турки начали эвакуировать свои семьи и имущество в Пирот. Многие из них по дороге попали в засады, устроенные воинами из отряда Гайдука Велько. 21 апреля отряды сербов подошли к селу Каменица близ города и начали оборудовать позиции в ряде разных мест. Помощь им оказывало местное население. Наиболее выдвинутыми в сторону Ниша были укрепления, обороняемые отрядом Стефана Синджелича. Под его командованием было 3000 воинов и три или четыре орудия.

## Битва

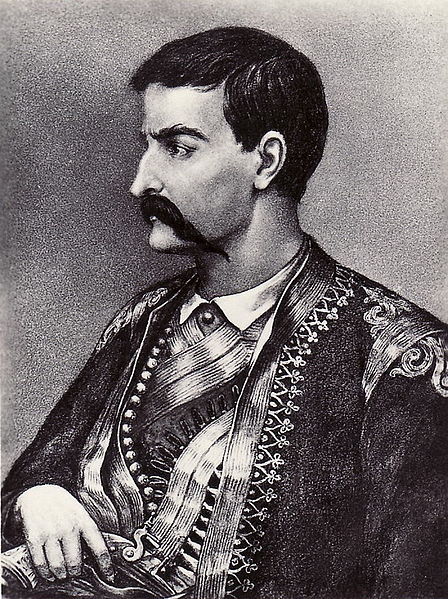
Стефан Синджелич

Сербские воеводы не смогли утвердить общий план действий, и их войско так и не двинулось на штурм города. Пока остальные военачальники спорили о том, как быть дальше, Синджелич приказал своему отряду укреплять занимаемые позиции. После 29 дней работ на горе Чегар был воздвигнут прямоугольный шанец. Турецкие офицеры из Ниша несколько раз пытались подкупить Синджелича, предлагая ему сундук золотых монет, если он отступит с Чегара, или титул паши, если перейдет на их сторону. Но Синджелич отказался. Часть его отряда вместе с воинами из отрядов других воевод провела несколько беспокоящих рейдов в направлении Ниша.
После обсуждений и споров остальные воеводы также укрепили свои позиции. Сербская армия расположилась следующим образом:
- на Чегаре располагался шанец отряда Стефана Синджелича;
- в Горни-Матейеваце был шанец Петара Добрняца и Гайдука Велько;
- между ними и Каменицей находился шанец Илийи Баряктаревича;
- на Равниште близ Каменицы был шанец Милойе Петровича;
- близ Доньи-Матейеваца размещался шанец, который удерживала часть отряда Петровича;
- на Репиште был шанец Пауля Матейича.

Шанец Стефана Синджелича был построен в форме прямоугольника. Йован Мишкович, осматривавший его после боя, отмечал, что его западная и восточная стороны имели в длину по 200 метров, а северная и южная — примерно по 40 метров. Предположительно, часть отряда Синджелича была в резерве для контратаки.
Командир турецкого гарнизона Ниша всеми силами стремился отвлечь внимание сербов от крепости, высылая отряды в окрестности города, которые периодически атаковали сербские позиции. В этих стычках отряды повстанцев потратили значительные запасы пороха. 28 апреля в крепость вошли 20 000 турецких солдат под командованием Исмаил-бега, ранее защищавших южный берег Дуная от ожидавшейся переправы русских войск. Общее руководство турецкой армией в Нише принял Хуршид Ахмед-паша. Он направил часть своих сил в обход сербских позиций. Турецкий отряд занял Сокобаню и окрестные села. Вдогонку ему отправился отряд Велько Петровича, что серьёзно ослабило силы сербов. Вслед за ним позиции оставили около 600 человек конницы под командованием Петара Добрняца. По другой версии, Гайдук Велько и Добрняц покинули основные силы из-за конфликта с Милойе Петровичем.

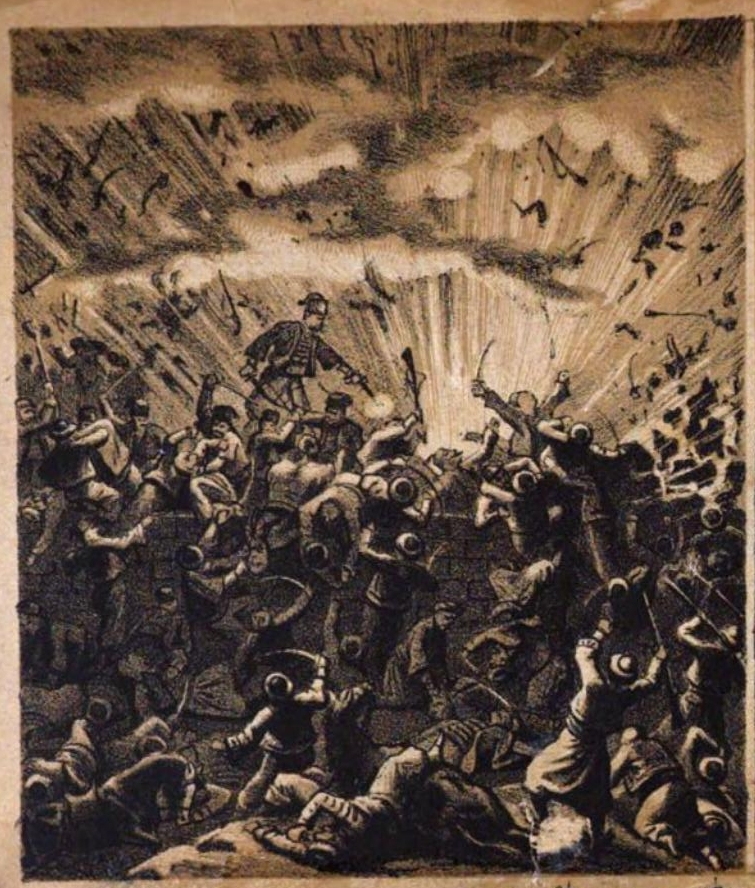
Подрыв порохового погреба Стефаном Синджеличем

За день до атаки нишский епископ Макарие I сообщил повстанцам точное время нападения и место, где будет нанесен основной удар. Милойе Петрович, однако, не поверил ему.
Утром 31 мая турецкое войско атаковало позиции на Чегаре. Его общая численность оценивается от 30 000 до 35 000, причем большую часть составляла конница. Она же расположилась в центре турецкого боевого порядка, пехота выстроилась на флангах. С тыла атаку поддерживали артиллерийские батареи. Удар по позициям Синджелича турки нанесли через укрепления, ранее оставленные Петаром Добрняцем. Пять раз атакующие продвигались до выкопанных перед шанцем рвов, но затем были вынуждены отступать под плотным огнем оборонявшихся. Воспользовавшись тем, что в разгар боя у сербов закончились пули, турки смогли прорваться внутрь, где завязалась рукопашная схватка. Синджелич разрешил защитникам шанца отступить, если они хотят, но те продолжили обороняться. За битвой наблюдали сербские воины из других шанцев, однако принять в ней участие им запретил Милойе Петрович. Когда большинство защитников Чегара пало, Стефан Синджелич выстрелил в пороховой склад. В итоге взрыва погиб он сам, большинство живых к тому моменту сербов и множество бывших в шанце турок. Уцелевшие турецкие солдаты заняли укрепления на Чегаре, после чего сербские отряды других воевод бросили на своих позициях артиллерию и начали беспорядочное отступление. Точно неизвестно, произошло ли это сразу после взрыва или в течение ночи. Многие из бежавших сербов были убиты преследовавшей их турецкой кавалерией, около 400 из них попали в плен. По воспоминаниям Вука Караджича, из воинов отряда Синджелича уцелел только его конюх.
Точные потери сторон неизвестны. Антоние Протич писал о 3200 погибших сербах. Карагеоргий в письме черногорскому владыке Петру сообщал о 10 000 погибших. В современной сербской историографии зачастую встречается оценка в 4000 убитых сербов. Потери турок составили около 10 000. Чтобы восполнить потери и привести армию в порядок после битвы, Хуршид-паше понадобилось несколько недель.
Битва на Чегаре стала самым крупным поражением сербов в этом восстании.

## Дальнейшие события

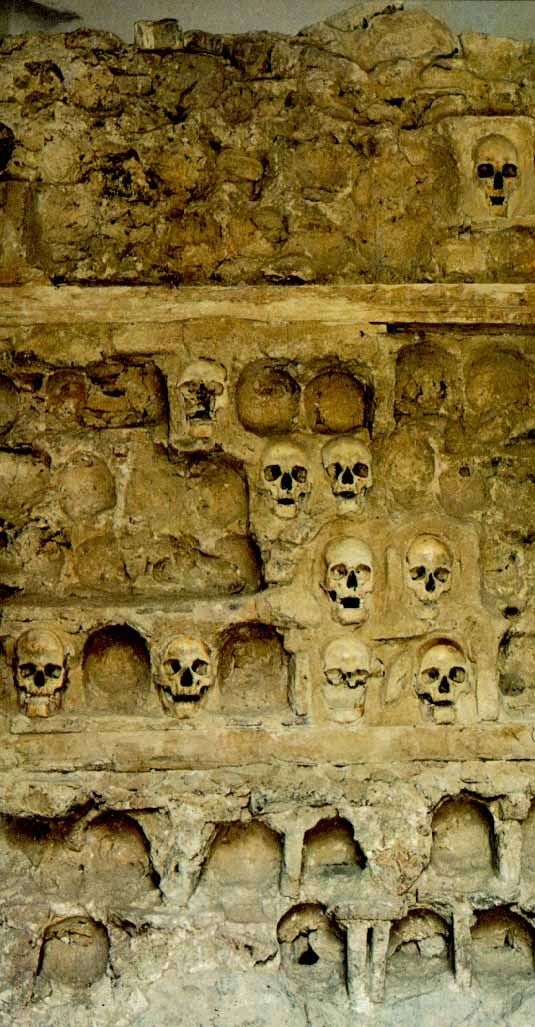
Челе-Кула

После боя Хуршид-паша приказал с голов погибших сербов снять кожу, набить её хлопком и отправить в Стамбул. Черепа по его приказу были помещены в стены Челе-Кулы — башни, построенной как предостережение всем, кто в будущем попытается восстать против Османской империи. Всего в стенах башни оказались 952 черепа. В 1979 году башня была признана в Югославии памятником культуры и взята под охрану государства. Ныне в ней сохранилось 58 черепов, в том числе один, предположительно принадлежащий Стефану Синджеличу.

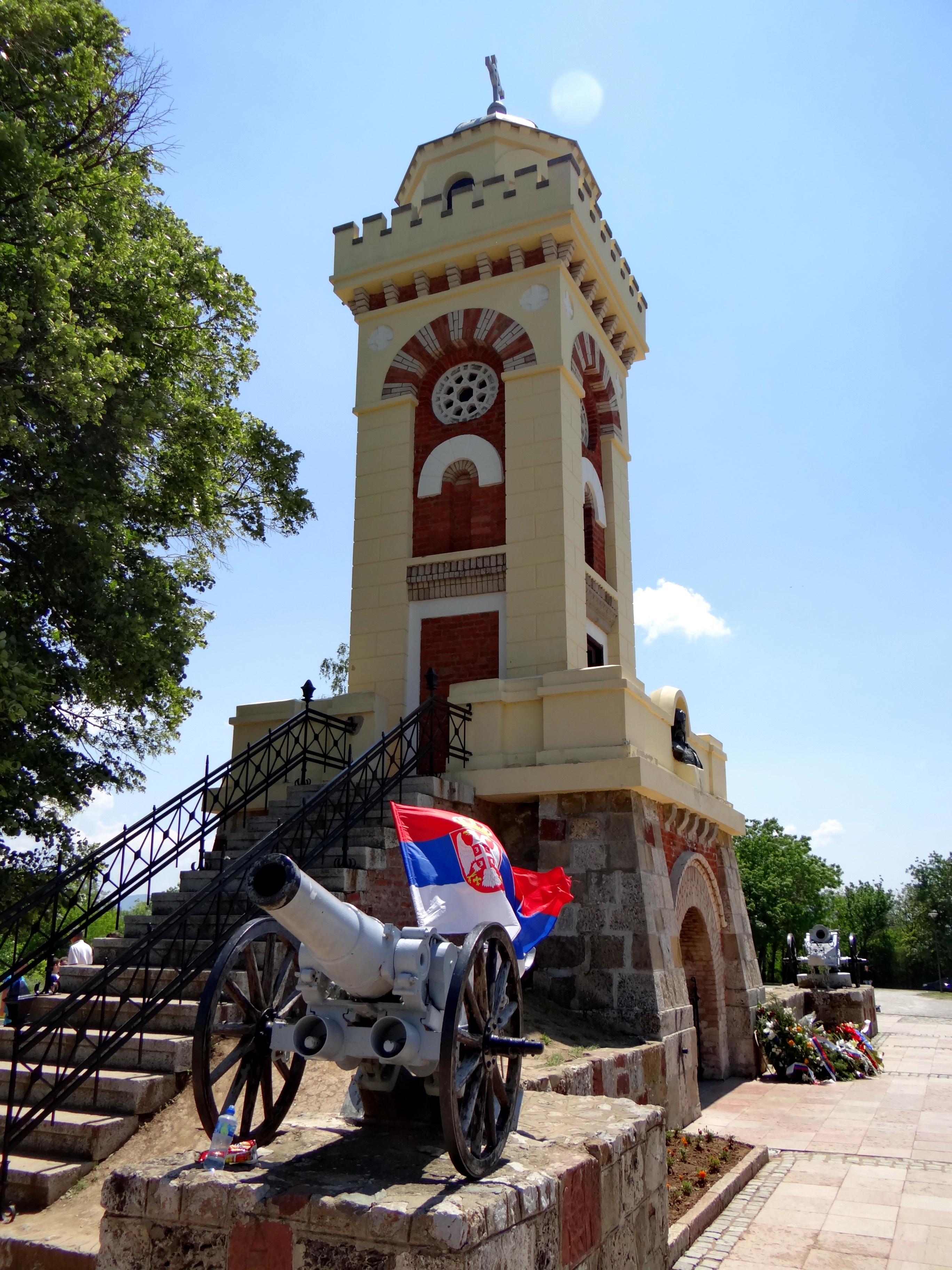
Памятник на Чегаре

Разбив сербов на Чегаре, турки двинулись в сторону сербских укреплений у Делиграда. Здесь Милойе Петрович и Петар Добрняц, осознавая роль их распри в поражении на Чегаре, сумели прекратить взаимный конфликт и вместе занимались обороной позиций. После ряда стычек, длившихся больше месяца, турки предприняли штурм, окончившийся падением города и новым отступлением сербов на север.
Продвижение турецкой армии вдоль Моравы вызвало панику в Белграде и окрестных областях. Тысячи сербов, спасаясь от турок, переправлялись через Дунай на австрийскую территорию. Поражение на Чегаре и сдача Делиграда спровоцировали серьёзный политический кризис в Сербии. Пытаясь изменить внешнеполитическую ориентацию, Карагеоргий просил о покровительстве Францию и Австрию, но его обращения не имели успеха. Турки между тем заняли Сталач, Чуприю, Ягодину и Пожаревац, прервав коммуникации между сербами и действовавшей на Дунае русской армией. Однако затем, благодаря действиям нового командующего Молдавской армии Багратиона, османские войска снизили активность в Сербии, сосредоточившись на боях с русскими. К осени 1809 года турецкие отряды отошли к Нишу. Полностью исправить последствия поражений при Чегаре и Делиграде сербам удалось только к осени 1810 года благодаря помощи со стороны прибывшей в страну части Молдавской армии.
4 июля 1878 года, спустя несколько месяцев после того, как в войне с Османской империей сербские войска заняли Ниш, на Чегаре король Милан I Обренович открыл памятник павшим. 1 июня 1927 года, во время празднований пятидесятилетия перехода Ниша под контроль сербов, король Александр I Карагеоргиевич открыл новый памятник, стоящий на горе и поныне.